# Carl Lennart Nordensvan
Carl Lennart Nordensvan, född 17 oktober 1892 i Kuopio, död 24 oktober 1980 i Ekenäs, var en finländsk militär. 

## Biografi
Nordensvan var son till hovrådet Carl Magnus Nordensvan och Mathilda Robertina Åberg.  Han avlade studentexamen vid Svenska Normallyceet i Helsingfors 1912 och var medlem i Nylands Nation. Han studerade vid Tekniska Högskolan på avdelningen för maskiningenjörer i Helsingfors år 1912 fram till år 1915.  Nordensvan gifte sig med Märta Dagmar Lindeberg år 1919, dotter till lantbruksrådet Ture Valdemar Lindeberg och Selma Sofia Matilda Adlercreutz.  . Inom äktenskapet föddes tre barn, Georg Carl Gustav Nordenswan år 1920, Erik Magnus Valdemar Nordenswan år 1924 och Marianne Elisabeth Nordenswan år 1931.

### Första världskriget

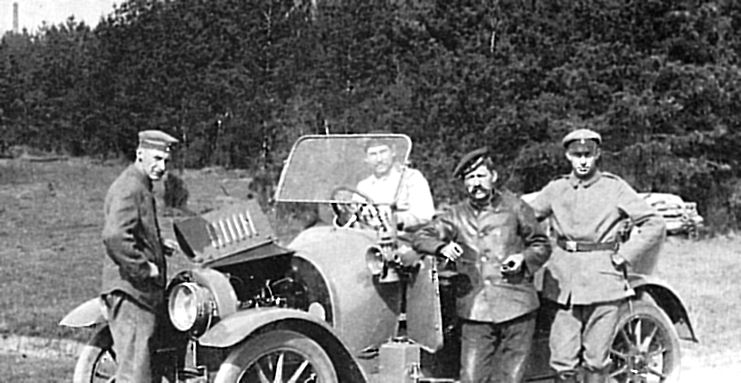
Foto från en motorfordonskurs för jägare år 1917 i Libau.

Nordensvan inträdde som volontär under första världskriget  vid 27. Preussiska jägarbataljonen år 1915. Nordensvan var med i den finländska utbildningstruppen, 27:e jägarbataljonen, där han även tjänade i pionjärkompaniet som specialiserade sig i användning av sprängmedel. Han deltog i den militära Pfadfinder-kursen i Lockstedter-lägret i norra Tyskland. Nordensvan deltog i striderna under första världskriget på den östra fronten mot Ryssland i nuvarande Lettland vid Misse-floden vid Riga, Schmarden och Aa-floden. Nordensvan blev befordrad till Gruppchef (Gruppenführer) 5.2.1916. Han deltog i en militärfordonskurs i Libau. Han var lärare för specialkurser i explosiv teknik (bombkurs)  och höll senare motorcykelkurser 1917. Han återvände till Finland genom Sverige den 31 december 1917 som Jägarfänrik.  
Ett av Nordensvans första uppdrag under finska inbördeskriget var att spränga två järnvägsbroar mellan Korkeakoski och Haapamäki natten mellan den 27 och 28 januari 1918. Den följande natten förstörde han järnvägsbron i Kolho i syfte att kapa förbindelsen mellan Tammerfors och Haapamäki. Nordensvans nästa uppgdrag var att åka till Haapamäki på kvällen den 29 januari 1918 tillsammans med jägare Yrjö Väinönheimo. Tillsammans med en skyddskår, övertog de Haapamäki. De säkrade staden fram tills att den österbottniska hjälpstyrkan anlände och tog kommando den 30 januari 1918, under ledning av jägarlöjtnant Paul Wallenius och Lappo skyddskår, ledd av Matti Laurila d.ä. 
Tillsammans med Matti Laurila d.ä. ledde Nordensvan den vita arméns anfall mot Filpula och Lyly. Den 4 februari 1918 tog Nordensvan och hans trupper över kyrkbyn Ruovesi och den 5 februari 1918, i slaget vid Paarlammi, lyckades de avvisa den röda offensiven att överta Ruovesi. Nordensvan ledde försvaret av Filpula den 7 februari 1918, varefter han fick gruppchef för Väärinmaja gruppen. I mars 1918 blev Nordensvan chef för Tavastlandsgruppens II Manninen bataljonen och deltog i slaget om Tammefors. Nordensvan befordrades till Jägarkapten den 3 mars 1918.  
Efter erövringen av Tammerfors utsågs Nordensvan till befälhavare för första bataljonen i Vasa-regementet. Under inbördeskriget deltog Nordensvan i striderna i Korkeakoski, Suinula, Kangasala, Vehmais, Haihara, Messukylä, Kalevankangas, Tammerfors och Viborg. 

### Mellankrigstiden
Efter inbördeskriget fungerade Nordensvan som befälhavare för Vasa regementet den 19 juni 1918 ända fram tills regementet upplöstes. Efter upplösningen av regementet överfördes Nordensvan den 8 augusti 1918 till generalstaben, där hans uppgift var att förbereda och planera inrättandet av motoriserade styrkor. Han utsågs sedan till kommendör för nyetablerade automobilbataljonen den 1 januari 1919. Den 25 februari 1920 blev han befordrad till Jägarmajor. Han avgick den 19 mars 1921.   
Nordensvan blev försäljningschef för Autoliike Oy och sedermera försäljningschef för Hans Koch AB fram till 1926. År 1926 grundade han Oy Auto-Via Ab och var företagets försäljningschef fram till 1929, varefter han var styrelseordförande och VD för Oy Kelton Ab fram till 1932. Mellan 1932 och 1934 hade Nordensvan anställningar inom cement- och kalkindustrin, varefter han blev verkställande direktör för Oy Saseka Ab och innehade tjänsten fram till vinterkrigets utbrott. 
Nordensvan deltog i Monte Carlo Rally 1935 tillsammans med Oscar Hampus och Arvo Wall, med en Chevrolet bil . 

### Vinterkriget och fortsättningskriget
Nordensvan deltog i vinterkriget chef för Pohjois-Suomen Ryhmäs transportavdelning. Under mellanfredstiden fortsatte han i sin tjänst fram till utbrottet av fortsättningskriget då han blev chef för Karelska arméns transportkontor. Nordensvan befordrades till överstelöjtnant år 1940. Nordensvan fungerade även som inspektör av motorfordon och dess verkstäder fram till 1942, där han tjänade i högkvarteret fram till krigets slut.  
Efter freden flyttade Nordensvan med familj till Ekenäs då hans hem i Sjundeå blev sovjetisk militärbas under Porkalaparentesen. I Ekenäs grundade han ett bilförsäljningsföretag och fungerade som verkställande direktör för företaget fram till mitten av 1950-talet. 
Som pensionär i Ekenäs blev han en framstående mässingssmed. Han tillverkade vägglampetter, ljusstakar och armband i mässing. 